# Glyphodes cosmarcha
Glyphodes cosmarcha is een vlinder uit de familie van de grasmotten (Crambidae), uit de onderfamilie van de Spilomelinae. De wetenschappelijke naam van deze soort is voor het eerst voorgesteld door Edward Meyrick in een publicatie uit 1887.
De spanwijdte bedraagt ongeveer 5 centimeter.

## Verspreiding
De soort komt voor in Thailand, Papoea-Nieuw-Guinea en Australië (Queensland, New South Wales).

## Waardplanten
De rups leeft op Ficus elastica (Moraceae).